# Chiromyza ochracea
Chiromyza ochracea är en tvåvingeart som beskrevs av Christian Rudolph Wilhelm Wiedemann 1820. Chiromyza ochracea ingår i släktet Chiromyza och familjen vapenflugor. Inga underarter finns listade i Catalogue of Life.